# Helligvær (archipel)

Helligvær est un groupe d'îles  de la commune de Bodø, en mer de Norvège dans le comté de Nordland en Norvège.

## Description
Helligvær est un archipel du Vestfjorden qui est situé à environ 25 kilomètres  au nord-ouest de la ville de Bodø. Les îles Bliksvær sont à environ 12 kilomètres au sud, l'île Landegode est à 15 kilomètres à l'est, et les îles de Røstlandet et Værøya sont à environ 60 kilomètres  à l'ouest.
Il y a environ 365 îles, îlots et récifs dans le groupe. Ils sont tous bas et herbeux sans arbres. Il y a cinq îles habitées dans le groupe : Sørvær (1 km², la plus peuplée), Brønnøya (0,6) km², Storsørøya, Vetterøya (0,7 km²) et Vokkøya (1,3 km², la plus grande). Les insulaires vivent dans de petits villages de pêcheurs autour du groupe d'îles. Helligvær Church (en), fondée en 1899, est située sur l'île de Storsørøya et le phare de Grytøy est situé sur l'île de Grytøy dans la partie sud du groupe d'îles.

## Galerie

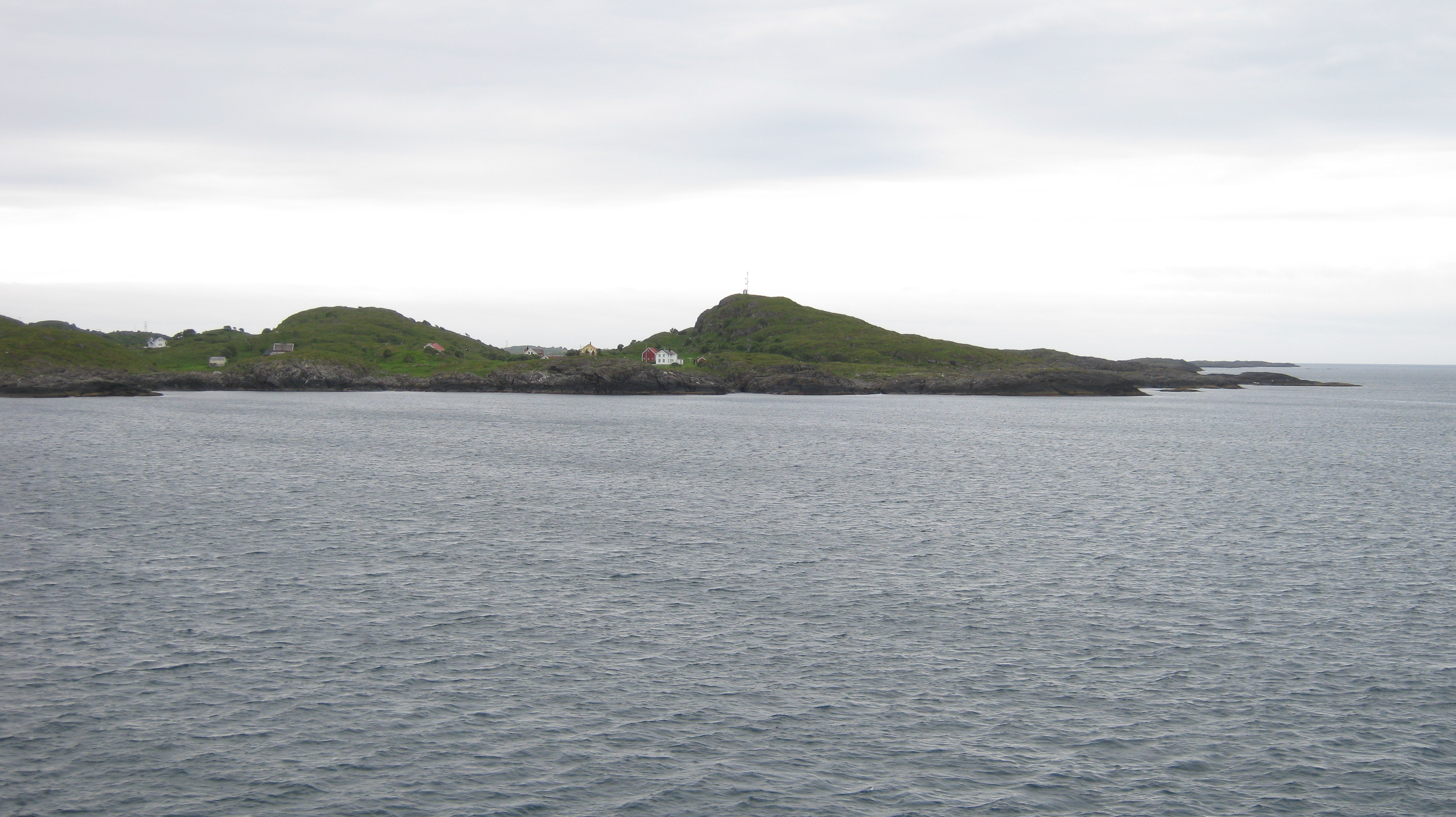
Archipel d'Helligvær
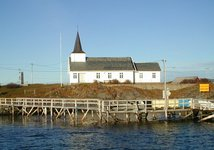
Eglise d'Helligvær

### Webographie
- Notices dans des dictionnaires ou encyclopédies généralistes :   - Gran Enciclopèdia Catalana
  - Store norske leksikon
- Notices d'autorité :   - VIAF